# Aborigines-Missionsstation

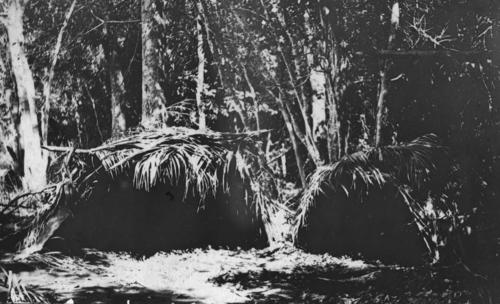
Behausung der Aborigines auf der Cape Bedford Mission in den 1920er Jahren

Aborigines-Missionsstationen wurden in allen Kolonien, Bundesstaaten oder Territories von Australien aufgebaut.
Ziel der Missionsstationen war es, Aborigines zu christianisieren. Die Verhältnisse auf den Missionsstationen waren sehr unterschiedlich und hingen häufig von der Person des Missionsleiters ab. Einige, wie Ernabella und Hermannsburg unter Carl Strehlow, gelten als vorbildlich, da sie Bildung und Arbeit anboten und die Ausübung der traditionellen Kulturpraxis zumindest tolerierten.
Andere, wie in Warburton, waren geprägt durch strenge Regeln und durch Disziplinierungsmaßnahmen. In manchen Stationen waren die Umstände der Unterbringung gesundheitsgefährdend und erst durch liberale Missionare und durch Unterstützung mittels staatlicher Finanzierungen von medizinischen Personal und einer gezielten Ausbildung wurden die Zustände der Stationen in den 1950er Jahren gebessert. Die Kinder der Gestohlenen Generation wurden bis ins Jahr 1969 in einzelne Missionsstationen verbracht.

## Geschichte
Die erste Missionsstation außerhalb Sydneys wurde 1824 im heutigen Newcastle gegründet. Sie finanzierte sich durch eine angeschlossene Kohlemine, schloss aber bereits 1841, da die „Aborigines dieses Distrikts ausgestorben waren“.
Die zweite Missionsstation war die Wellington-Valley-Missionsstation für die Wiradjuri-Aborigines in New South Wales, die im Jahre 1832 von der Church Missionary Society gegründet wurde. Auch sie musste 1842 schließen.
Die meisten der insgesamt 211 Missionen, die im Laufe der Zeit in Australien errichtet worden waren, wurden in den 1860er bis 1880er Jahren gegründet. Einen großen Zustrom erfuhren die Missionen des Kulturareals Desert in den Jahren 1926 bis 1930, als eine langjährige Dürre das Überleben als Nomaden sehr erschwerte.
Bis in die 1950er Jahre mussten sie sich weitgehend selber finanzieren. Ab den 1970er Jahren, mit der Landrechtsbewegung, wurden viele der Missionsstationen an die Aborigines in Selbstverwaltung übergeben.
Heute sind noch 40 Missionen in den sehr entfernten Gebieten des Northern Territory, Western Australia und Queensland aktiv.

## Kirchen
Missionsstationen von Kirchen in Australien wurden beispielsweise durch die Moravian Church, Hermannsburger Mission, Church Missionary Society Australien, Siebenten-Tags-Adventisten und Presbyter-Kirche und Anglican Church of Australia betrieben.

## Bewertungen
Die Arbeit der christlichen Missionsstationen und Missionare wird durch die Aborigines selbst unterschiedlich bewertet und hängt stark davon ab, welche Mission betrachtet wird.
- Es gibt die Meinung, dass die Missionen und die Missionare die Kultur, die Traumzeit, die nomadische Lebensweise zerstörten und Völker mit unterschiedlichen Kulturen an einem Platz zusammenbrachten. Dadurch entstand eine Gruppe von Menschen, die ihre Wurzeln, ihr Lebensumfeld verloren und weder von den Weißen noch von den Schwarzen akzeptiert wurden.[4]
- Eine andere Meinung geht davon aus, dass die Aborigines ohne das Vorhandensein von Missionaren und Missionsstationen überhaupt keine Perspektive gehabt hätten. Sie waren durch die Kolonisatoren bereits enteignet und geschändet worden sowie vom Aussterben bedroht. Ihr Land war enteignet worden, und dadurch waren sie chancenlos, ihren bisherigen Lebensweg und ihre Traumzeitkultur fortzuleben.[4]

## Behandlung der Aborigines in Missionen

### Sprache
Es gab Missionare wie die in Hermannsburg, die bereits 1902 die Aboriginessprachen erlernten und diese im Umgang mit ihnen sprachen. Reverend Lancelot Threkeld publizierte 1834 die erste systematische Studie einer Aborigine-Sprache, des heute ausgestorbenen Awabakal.
In anderen Missionsstationen durften die Aborigines lediglich Englisch sprechen und beispielsweise wurden Aborigines nach Woorabinda aus Taroom umgesiedelt, die sich untereinander kaum verständigen konnten, denn sie kamen aus 17 Stämmen mit unterschiedlicher Sprache.

### Missionare und Aborigines

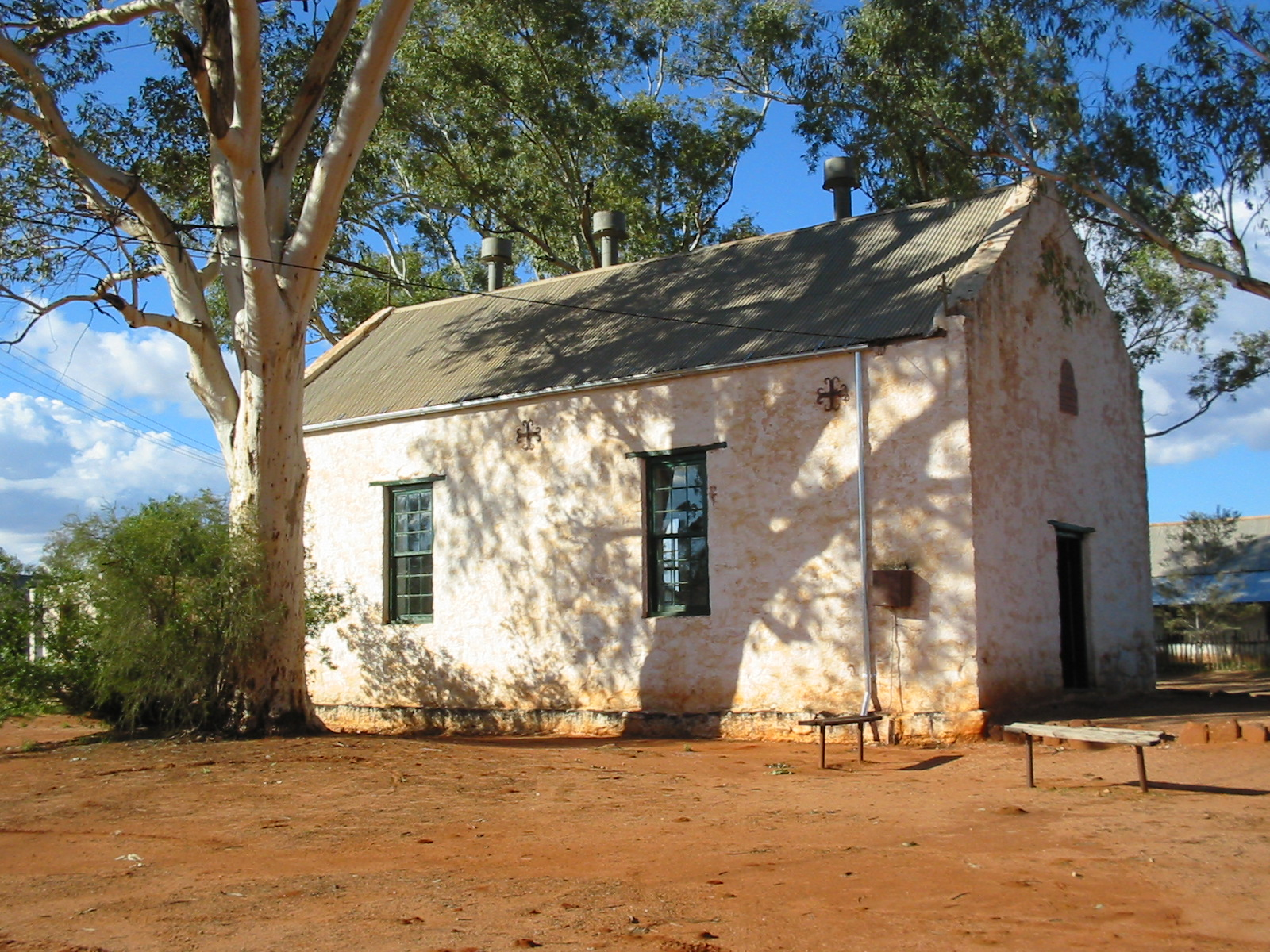
Kirchengebäude der Aborigines-Mission in Hermannsburg in Northern Territory (bei Alice Springs)

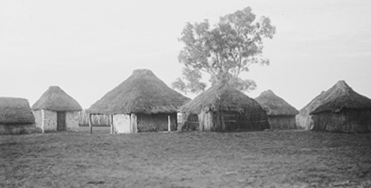
Hütten der Aborigines in Hermannsburg (1923)

Der deutsche Missionar Carl Strehlow in Hermannsburg im Northern Territory übersetzte von 1913 bis 1919 das Neue Testament in die Sprache der Arrernte-Aborigines und er verfasste ein Buch über die Mythen in dieser Sprache. Als er dieses an Pastor L. Kaibel, dem Kircheninspektor von Adelaide sandte, erhielt von ihm folgende Antwort: „Im Grunde ist es eine tieftraurige Tragödie, die sich da vor unseren Augen vollzieht, das Aussterben der Australier [Aborigines] eine Bestätigung des sonst nicht stets zutreffenden Wortes: Die Weltgeschichte ist das Weltgericht! oder besser noch das biblische: Wer nicht hat, von dem wird auch genommen, was er hat.“
Kaplan Samuel Marsden betrachtete die Aborigines in New South Wales 1825 als „degradiertes Volk, das sich nur Müßiggang und Unabhängigkeit wünschte“ und als Gründer der New Norica Mission in Western Australia beschrieb er sie als arme Eingeborene, so hässlich anzusehen, wobei weitere Bezeichnungen bekannt sind, wie „children of Satan“ (Kinder des Satans), „loathsome“ (verabscheuenswert) usw. Ein kirchlicher Reverend hielt die Kultur der Aborigines für „a thing of the devil“ (etwas vom Teufel).
Die liberalen Missionare, die bis in die 1950er Jahre in der Minderheit waren, sahen Parallelen zwischen den europäischen und indigenen Kulturen und Religionen.
Als 1953 die australische Regierung die Kosten für medizinisches Personal und für die schulische Ausbildung übernahm, endete die Unterfinanzierung der meisten Missionsstationen und bildete die Basis für eine Selbstorganisation.

### Behandlung und Erziehung
Es war in einigen Missionen üblich Aborigines mit der Hand zu schlagen oder mit dem Fuß zu treten. Der wesentliche Ort der Erziehung war das dormitory (Schlafraum), in dem eine Reglementierung und Disziplinierung erfolgte. Jungen und Mädchen wurden in getrennten Schlafräumen untergebracht. Die morgendliche Disziplinierung erfolgte durch Aufstehung um sechs Uhr am Morgen, Betten machen, Waschen außerhalb des Schlafraums, Ziegen melken oder Feuermachen. Die Glocke rief zum Kirchgang und eine weitere danach zum Frühstück. Anschließend war für einige Stunden Schulunterricht. Diese Disziplinierung sollte die Kinder von ihren ursprünglichen Traditionen und Gewohnheiten abbringen.

### Soziales
Missionen boten Sicherheit vor weißen Siedlern, die mit Schusswaffen von Land Besitz nahmen, aber auch vor anderen Clans. Es wurde Nahrung geboten, auch an alte, kranke Aborigines, die in ihrer Kultur bei Nahrungsknappheit normalerweise keine mehr erhielten.
Im Austausch sollten Aborigines zum Christentum konvertieren; in manchen Missionsstationen mussten die Aborigines in Reihe zur täglichen Essensausgabe antreten, um ihnen ihre Abhängigkeit zu demonstrieren, was durchaus einzelne Leiter von Missionen beendeten. In verschiedenen Missionsstationen mussten die Aborigines bei umliegenden Farmern arbeiten und wer zu spät kam, durfte nicht arbeiten und bekam am nächsten Tag nichts zum Essen; Kinder mussten ab dem 14. Lebensjahr wie die Erwachsenen arbeiten. Es gab aber auch Missionare, die ihre zu Betreuenden selbständig arbeiten ließen und ihnen das Ergebnis ihrer Arbeit überließen.
Der neue Missionsleiter McQuiggan provozierte einen Streik, den Cummeragunja Walk-off, weil er drastisch an Verpflegung, Kleidung und notwendigen Decken gegen Kälte sparte. Dies führte zu Fällen von Tuberkulose und Keuchhusten. Aus Protest gegen diese Verhältnisse wechselten 150 Personen aus Cummeragunja über die Grenze von New South Wales nach Barmah in Victoria und bauten dort ein Camp auf.
Während des Zweiten Weltkriegs im Jahre 1942 wurde die Missionsstation in Hopevale in Nord-Queensland geschlossen und die Aborigines wurden nach Woorabinda deportiert. Dort starben innerhalb von acht Jahren 235 von ihnen durch Krankheiten, die wegen der unhygienischen sanitären Anlagen und durch Unterbringung in nicht frostgeschützten Hütten verursacht wurde.
Insgesamt gilt die Todesrate an ansteckenden Krankheiten unter denen, die nicht die medizinische Hilfe der Missionen suchten höher als in den Missionen.

### Christianisierung und Kirchenbesuche
Die letzten Aborigines in Tasmanien wurden in den 1830er Jahren nach Wybalenna auf Flinders Island deportiert. Dies war zwar keine von der Kirche geführte Missionsstation, aber dort mussten sie regelmäßig am vom Pfarrer Robert Clark abgehaltenen Gottesdienst teilnehmen. Aufgrund mangelnder Sprachkenntnisse und Apathie wurde später der Gottesdienst auf das Singen von Hymnen beschränkt.
Die Church Missionary Society kam im Jahre 1825 nach Sydney und sie errichteten eine Missionsstation im Wellington Valley. Als die Church Society ihre Arbeit im Jahre 1842 unterbrach, waren lediglich drei Aborigines getauft worden. Bischof Gsell schrieb über die Bathurst Island Mission, dass es nach 30 Jahren nicht gelungen war, einen einzigen Aborigines zum Christentum zu konvertieren. Bei der Interpretation der Bibel gab es erhebliche Missverständnisse: Die Aborigines der Madnala interpretierten die Bibel dahingehend, dass Gott ein Weißer war; Adam und Eva Schwarze.

### Gestohlene Generation
Die gesetzlichen Regelungen zur Zwangsentfernung von Kindern der Aborigines und der Half-caste (Halb-Aborigine und Halb-Weiß) existierten in der Zeit von 1901 bis 1972 mit dem Ziel eine Ethnie auszumerzen. Jeder australische Bundesstaat und jedes Territory hatte eine eigene Gesetzgebung, die sich im Kern nicht unterschieden, sie waren rassistisch. Dieser Kinder wurden in Familien von Weißen deportiert, aber auch in kirchlichen Missionsstationen, die hierfür staatliche Gelder erhielten. Beispielsweise waren im Haushaltsjahr von Juni 1919 bis Juni 1911 insgesamt 249 zwangsentfernte Aborigine-Kinder und Half-Caste-Kinder in sieben Missionsstationen in Western Australia untergebracht, die hierfür staatliche Gelder erhielten. Die Deportationen wurden von staatlichen Stellen angeordnet und durchgeführt und die Kinder wurden von bestimmten Missionsstationen aufgenommen. Diese Menschenrechtsverletzungen sind mit dem Begriff Gestohlene Generation in die australische Geschichte eingegangen.

### Finanzierung
Das Betreiben der frühen Missionsstationen im zentralen Australien war angesichts der geringen Ertragskraft der Böden, bei anhaltender Trockenheit verbunden mit Versorgungsengpässen von Nahrung und Wasser, schwierig. Die Missionsstationen sollten nicht nur kostendeckend arbeiten, sondern einen Gewinn für die Mutterkirche erwirtschaften. Dabei sollten die Missionare von ihren Angehörigen finanziell unterstützt werden und die Kirchenleitung forderte im Jahre 1902 höhere finanzielle Zuschüsse als die bislang gewährten von der Regierung.
Für jedes einzelne Kind der Gestohlenen Generation, das zwangsweise auf Missionsstationen untergebracht wurde, erhielt die Aborigines-Missionsstation staatliche Gelder.

## Roman
To the Islands erschien 1958 als Roman des australischen Schriftstellers Randolph Stow, der die Probleme zwischen Aborigines und Europäern in einer Missionsstation beschreibt. Der Roman erhielt 1958 den Miles Franklin Award und
1982 änderte Stow sein Werk im Sinne der Aborigines ab.